# Баранцевич, Казимир Станиславович
Казими́р Станисла́вович Баранце́вич (22 мая [3 июня] 1851, Санкт-Петербург, Российская империя — 26 июля 1927, Ульяновка, Ленинградская губерния или Ульяновск) — русский писатель.

## Биография
Дворянский род Баранцевичей принадлежал к гербу Лелива. Дед, Мартын Баранцевич, был польским патриотом и ревностным католиком, принимал активное участие в польском восстании 1830 года и в 1831 году был повешен в Вильно на глазах у жены и двух малолетних сыновей, которых затем сослали в Новгород.
Казимир Баранцевич родился 22 мая (3 июня) 1851 года в Санкт-Петербурге в семье обрусевшего поляка Станислава Мартыновича Баранцевича (1818—1870) и француженки Юлии Ивановны Леман (?—1873). Источники датой рождения указывают также 29 мая (10 июня) 1851 года и 5 июня 1851 года. Отец служил чиновником Государственной комиссии погашения долгов, но основной доход семье приносила швейная мастерская, принадлежавшая матери.
С 1862 года учился во Второй Санкт-Петербургской гимназии.
Рано приобщившись к литературе, Казимир уже в девять лет прочёл собрание сочинений Пушкина, написав под впечатлением поэму «Понятовский». После поступления в гимназию продолжал сочинять подражательные стихи, пытался издавать рукописный юмористический журнал «Волна». Подружившись в гимназии с М. Н. Альбовым, приступил к созданию фантастического романа «Путешествие на Луну».
В 1868 году был исключен за «малоуспешие» по математике, после чего до 1870 года проживал «у тётки в деревне» в Псковской губернии. Позднее об этом времени он отзывался иронично: «Под влиянием журнальных статей и толков о народе принялся народничать. Бродя по деревням, сливался с мужиками, крестил у них ребят, на крестинах пил водку, ходил на покос, щеголял в высоких сапогах и красной рубахе».
Период семейного благополучия закончился с началом болезни матери. Из-за чахотки ей пришлось закрыть мастерскую и семья перебралась в небольшую квартиру на пятом этаже. Отец злоупотреблял спиртными напитками и в 1870 году скончался от «апоплексии». В октябре 1873 года скончалась мать Баранцевича.
Испытывая острую материальную нужду, Казимир Баранцевич в 1872 году устроился конторщиком Русского строительного общества на скромное жалование в 35-40 рублей.
Литературным дебютом Казимира Баранцевича стала драма в стихах «Опричина», переделанная из романа А. К. Толстого «Князь Серебряный». В октябре 1873 года драма была поставлена на сцене Александринского театра в бенефис актёра В. И. Виноградова и в последующем ставилась ещё несколько раз. Первым самостоятельным произведением стал рассказ о нищем чиновнике «Один из наших старых знакомых», написанный в том же 1873 году и вышедший в качестве дополнения к книге «Школьная жизнь Тома Брауна» в приложении к «Гражданину» князя Мещерского.
В декабре 1873 года женился на крестьянской девушке Дарье Николаевне Алексеевой. Заботы о семье, рождение детей не позволили вернуться к литературному творчеству вплоть до 1878 года.
В 1878 году перешёл на службу в 1-е Товарищество петербургских конно-железных дорог. Служба, заключавшаяся в выдаче и учете кондукторских билетных касс, позволила Баранцевичу преодолеть материальные затруднения и вернуться к литературным планам.
С этого времени под псевдонимом «Сармат» Баранцевич начал публиковать в юмористических журналах «Стрекоза», «Осколки» и в газетах «Русские ведомости», «Новости» натуралистические бытовые зарисовки из жизни городской бедноты, мелкого чиновничества.
В дальнейшем также печатался в «Северном вестнике», «Русском вестнике», «Наблюдателе», «Русском богатстве», «Вестнике
Европы», «Отечественных записках», «Живописном обозрении», «Всемирной иллюстрации» и других журналах.
В 1883 году вышел первый сборник Баранцевича «Под гнетом», изданный по рекомендации Н. А. Лейкина и принесший автору известность.
В 1880—1890-е годы, помимо многочисленных сборников рассказов и повестей («Порванные струны» — 1886, «Маленькие рассказы» — 1887, «80 рассказов Сармата» — 1891, «Картинки жизни» — 1892, «Родные картинки» — 1895, «Сказки жизни» — 1898, «Звуки» — 1902), опубликовал романы «Раба» (1887), «Семейный очаг» (1893), «Борцы» (1896).
Герои Баранцевича преимущественно разночинный и мещанский люд, населяющий меблированные комнаты петербургских окраин. Они тянут лямку скучной и бедной жизни, жалуются, подавлены одиночеством и беззащитностью; они не знают высоких стремлений, не протестуют против господства морали своей среды.
Построение произведений Казимира Баранцевича однотипно: дается характеристика героя или обозначается ситуация, затем следуют иллюстрирующие их оценки, эскизы и т. п.; в них, по словам самого автора, «смешное переплетается с грустным и тяжелая драма переходит в водевиль». Мрачное и даже безысходное настроение произведений дало основание критикам поставить Баранцевича в ряд наиболее характерных писателей-пессимистов 80-х гг. (М. А. Протопопов — «Дело», 1883, № 12; К. К. Арсеньев — «Вестник Европы», 1884, № 4).

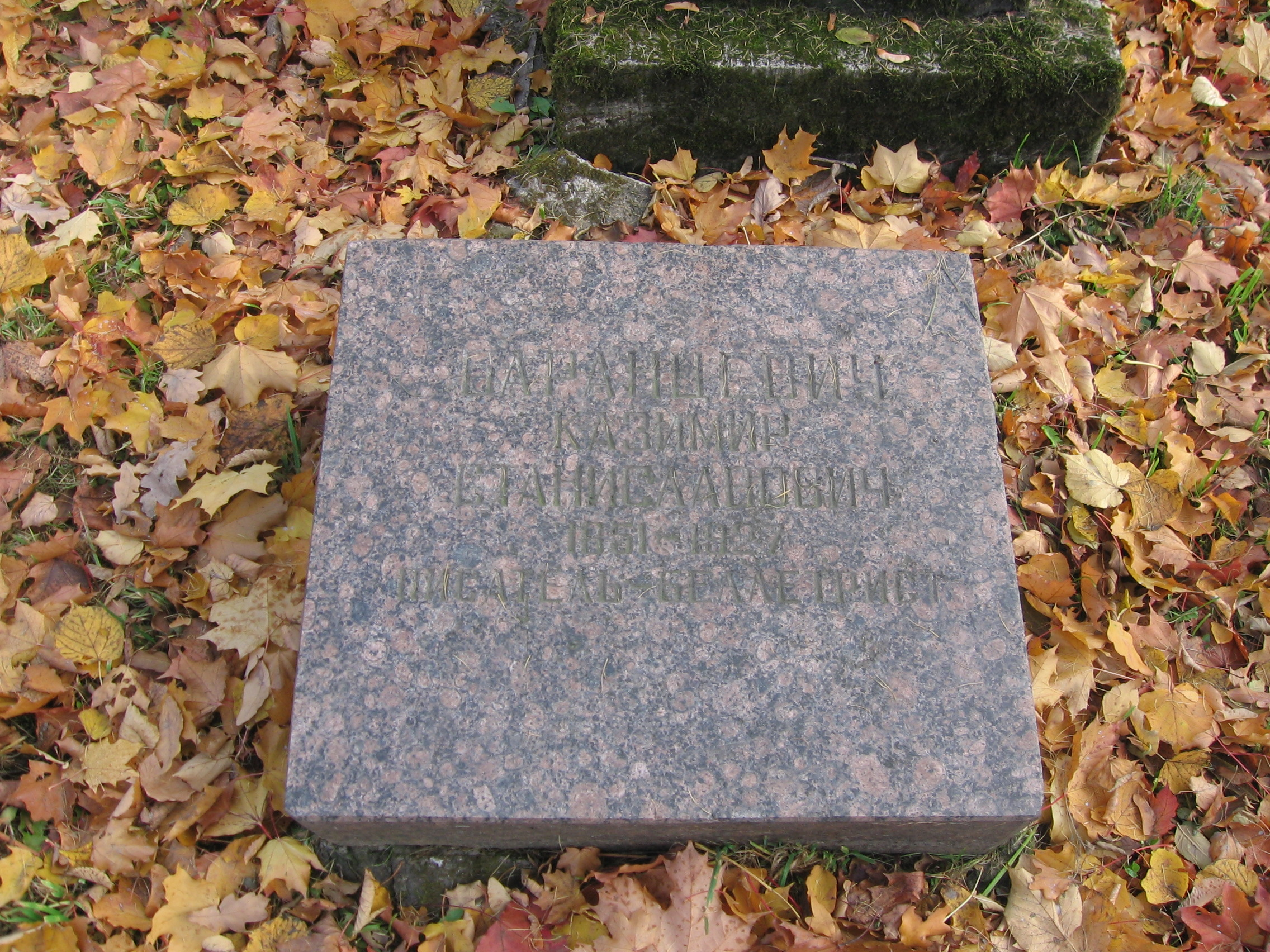
Надгробие К. С. Баранцевича на Литераторских мостках

Н. К. Михайловский отмечал, что Баранцевич «в своем жизнеописании одиноких людей поднимается до действительно художественных картин и образов» («Отечественные записки», 1884, № 2).
А. П. Чехов, с которым Баранцевич познакомился в 1887 году, считал его взгляд на жизнь ограниченным, но вместе с тем относился к нему сочувственно и в 1900 году предлагал его кандидатуру в почётные академики.
С 1899 года К. С. Баранцевич — член Общества любителей российской словесности.
После 1917 года отошел от литературной деятельности. Известна лишь одноактная пьеса Баранцевича «Под землей» (Петроград, 1918). При жизни он выпустил не менее 107 книг. После 1918 года его произведения уже не выходили отдельными изданиями.
Скончался 26 июля 1927 года в Ульяновке (бывшее Саблино) под Ленинградом. Похоронен на Литераторских мостках на Волковском кладбище Санкт-Петербурга.